# 금호미쓰이화학
금호미쓰이화학은 대한민국의 유기화학물 제조 기업으로 금호석유화학그룹의 주축을 이루는 회사다.

## 역사
- 1989년 - 금호삼정동압㈜ 설립
- 1990년 - 금호삼정동압㈜과 삼정동압화학㈜ 간 MDI 기술도입계약 체결
- 1991년 - 상호 변경 (금호삼정동압㈜ → 금호미쓰이도하스㈜)
- 1992년 - 정제공장(PHASE-Ⅰ) 준공
- 1997년 - 상호 변경 (금호미쓰이도하스㈜ → 금호미쓰이화학㈜)
- 2019년 - 60,000톤 증설 Project 완공
- 2021년 - 제58회 한국무역의 날, 수출 6억불탑 수상

## 사업장 안내
- 금호미쓰이화학 본사: 서울특별시 중구 청계천로 100 시그니쳐타워 동관 11층
- 금호미쓰이화학 여수공장: 전남 여수시 여수산단2로 305